# Potentilla kelloggii
Potentilla kelloggii là loài thực vật có hoa trong họ Hoa hồng. Loài này được (Greene) Greene miêu tả khoa học đầu tiên năm 1887.